# Santa María Tonanitla
Santa María Tonanitla es una localidad del Estado de México, es la cabecera del Municipio de Tonanitla. En el censo de 2020 estaba poblada por 6915 habitantes.

## Demografía
| Año  | Población |
| ---- | --------- |
| 2005 | 5 651     |
| 2010 | 6 774     |
| 2020 | 6 915     |